# 278ª Squadriglia
La 278ª Squadriglia fu un reparto attivo nel Corpo Aeronautico del Regio Esercito (Prima guerra mondiale) e poi nella Regia Aeronautica (Seconda guerra mondiale).

## Storia

### Prima guerra mondiale
Nel novembre 1917 nasce la 10ª Sezione FBA di Terranova Pausania su 4 FBA Type H con il Capitano Mario Infante ed altri 2 piloti.
Nel gennaio 1918 il reparto dispone di 7 piloti ed in agosto la 278ª Squadriglia ha 6 FBA al comando interinale del Ten. Giuseppe Gazzerro.
Alla fine della guerra dispone di 5 piloti e nel conflitto ha svolto 4 missioni di guerra nel 1917 e 182 nel 1918.
Nel 1919 è al comando del Cap. Mario Azzati.

### Seconda guerra mondiale
I primi reparti sperimentali aerosiluranti della Regia Aeronautica furono costituiti a partire dall'agosto 1940, poi raggruppati nella 278ª Squadriglia Autonoma Aerosiluranti comandata da Massimiliano Erasi dal 4 novembre successivo e poi da Carlo Emanuele Buscaglia.
Nel luglio 1940 Buscaglia venne assegnato al Reparto Sperimentale Aerosiluranti, appena costituito all'Aeroporto di Gorizia agli ordini del capitano Mojoli. Il reparto era dotato di cinque trimotori S.M.79, modificati con le installazioni per il trasporto e il lancio dei siluri, e cinque equipaggi comandati da Buscaglia, Vincenzo Dequal, Enrico Fusco, Carlo Copello e Guido Robone. Il reparto venne trasferito ad El-Adem (oggi sede della Base aerea Gamal Abd el-Nasser), in Libia, mentre era ancora in fase di addestramento per compiere la sua prima missione bellica, segnando così il debutto operativo degli aerosiluranti italiani, con un attacco contro il porto di Alessandria d'Egitto: alle 21:30 del 15 agosto la prima sezione di tre velivoli, pilotati da Buscaglia, Dequal (comandante della formazione e dall'11 agosto comandante di Squadriglia) e Robone si lanciarono all'attacco seguiti a distanza di quindici minuti dagli altri due aeroplani pilotati da Fusco e Copello. Tuttavia, a causa delle cattive condizioni atmosferiche caratterizzate da nubi e foschia, solo Dequal e Buscaglia riuscirono a sganciare i siluri che però si insabbiarono prima di raggiungere il bersaglio. Due aerei, a causa dell'esaurimento del carburante, furono costretti ad atterrare nel deserto e l'equipaggio dell'aereo comandato da Fusco, atterrato in territorio nemico, venne catturato. Il successivo 23 agosto i quattro aerei superstiti attaccarono di nuovo Alessandria, ancora con esito negativo. Il 27 agosto circa 60 miglia a nord-est di Bardia, Buscaglia lanciò un siluro contro l'incrociatore pesante HMS Kent, facente parte della scorta ad un convoglio britannico partito da Alessandria e diretto in Grecia, che l'equipaggio ritenne di aver colpito, ma il successo non venne confermato.
Nel settembre 1940 l'unità venne rinominata 278ª Squadriglia autonoma aerosiluranti, posta sotto il comando del capitano Massimiliano Erasi e adottò come distintivo quattro gatti, due bianchi e due neri, che passeggiano sopra un siluro con la scritta in latino "pauci sed semper immites" ("pochi ma sempre aggressivi") a significare i quattro aerei del reparto e la povertà di uomini e mezzi con cui era stato costituito. L'idea del simbolo fu del capitano Erasi, mentre il disegno dello stemma fu realizzato da Alessandro Maffei.

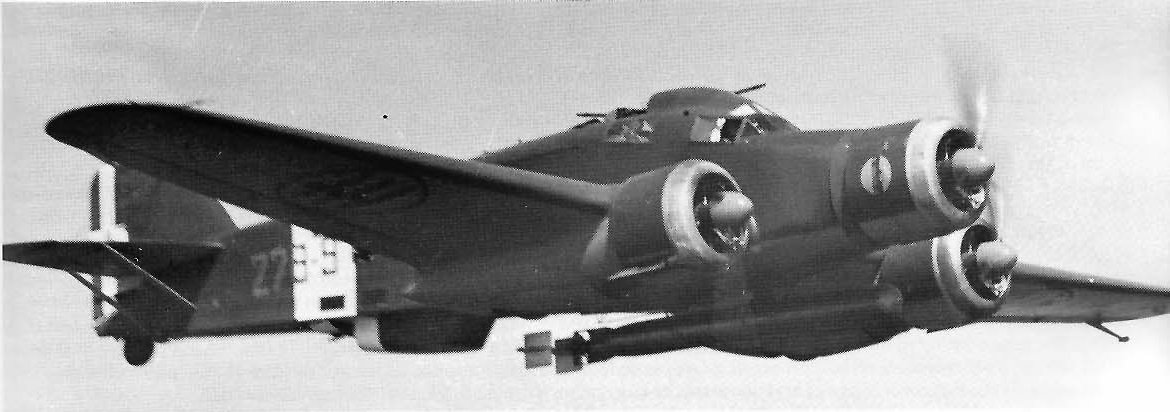
SM.79 aerosilurante della 278ª Squadriglia (132º Gruppo).

Nel pomeriggio del 17 settembre due S.M.79, pilotati da Buscaglia e Robone, lanciarono i siluri, 40 miglia ad ovest di Marsa Matruh, contro la cannoniera britannica HMS Ladybird, che stava rientrando ad Alessandria da un bombardamento notturno contro postazioni italiane a Sollum e che venne scambiata per un incrociatore leggero classe Delhi; la nave non fu colpita dai siluri che le passarono vicinissimi alla poppa. 
Lo stesso giorno il Sottotenente Riccardo Vaccari della 97ª Squadriglia sui Fiat C.R.42 del 9º Gruppo caccia compie un pattugliamento notturno da El-Adem nella zona di Sidi El Barrani. Durante questa missione, grazie alla luce lunare, scoprì una formazione navale britannica in navigazione a nord-est di Sollum. Rientrando ad El-Adem diede l'allarme.
La sera dello stesso giorno, la 278ª Squadriglia ottenne quindi il primo successo confermato dalla marina britannica per opera di Buscaglia e Robone, ripartiti dalla base di El-Adem dopo la prima sfortunata azione del pomeriggio. Infatti, durante lo svolgimento di un'azione aeronavale della Mediterranean Fleet contro obiettivi italiani nella Cirenaica, in particolare con attacchi aerei di bombardieri e aerosiluranti nel porto di Bengasi, e a cui parteciparono, per la scorta della portaerei HMS Illustrious, la corazzata HMS Valiant, l'incrociatore pesante HMS Kent, gli incrociatori contraerei HMS Calcutta e HMS Coventry e sette cacciatorpediniere, la sera del 17 il Kent (capitano di vascello Douglas Young-Jamieson) ebbe il compito di bombardare Forte Capuzzo (Bardia) accompagnato da due cacciatorpediniere. Alle ore 23:55, mentre si trovava a 40 miglia dalla posizione di bombardamento assegnata e alla luce della luna, il Kent fu attaccato dai due aerosiluranti italiani che lanciarono altrettanti siluri da una distanza di 450 m. Uno dei siluri colpì l'incrociatore all'altezza della seconda torre poppiera, presso le eliche, causando un incendio, danni estesi, la morte di trentadue uomini d'equipaggio nonché l'arresto della nave. Preso a rimorchio dal cacciatorpediniere HMS Nubiah, il Kent fu trainato faticosamente alla velocità di undici nodi fino ad Alessandria, distante 250 miglia, dove arrivò nel pomeriggio del 19 settembre. Al termine di sommarie riparazioni, l'incrociatore salpò in novembre per un arsenale della Gran Bretagna, ove fu rimesso in efficienza, rientrando in servizio nella Home Fleet all'inizio del 1942. L'azione venne premiata con il conferimento della medaglia d'argento al valor militare.
Il pomeriggio 3 dicembre 1940, Buscaglia ed Erasi, lanciando i siluri da circa 300 m, colpirono entrambi l'incrociatore HMS Glasgow ancorato nella Baia di Suda a Creta. L'azione venne condotta intorno alle 12:30 e i due aerosiluranti, attaccando dalla parte di terra, arrivarono nella rada di sorpresa prima che le navi e le difese della base britannica potessero aprire il fuoco. Dal momento che i danni non risultarono preoccupanti, il Glasgow (capitano di vascello Harold Hickling) fu in grado di lasciare la Baia di Suda la stessa notte e due giorni più tardi, navigando alla velocità di sedici nodi, raggiunse Alessandria scortato dall'incrociatore HMS Gloucester e da due cacciatorpediniere. Riparato provvisoriamente ad Alessandria, fu poi inviato a Singapore per completare i lavori. Rientrò in servizio, aggregato alla Flotta delle Indie Orientali (East Indies Fleet) nell'Oceano Indiano nel febbraio 1941. Pare che Benito Mussolini in persona si complimentò per l'azione con il generale Francesco Pricolo, capo di stato maggiore dell'aeronautica, spingendo per il rafforzamento della specialità aerosiluranti.
Dal 1º luglio 1941 Copello assume il comando interinale fino al 21 luglio cedendolo al Capitano Dante Magagnoli il 22 luglio.
Nell'ambito dell'Operazione Halberd il 27 settembre 1941 verso le 20:30, due S.M.79 della 278ª Squadriglia decollati un'ora prima dall'Aeroporto di Pantelleria lanciarono un nuovo attacco; i due siluri furono sganciati ai danni dell'incrociatore HMS Sheffield (C24) e del cacciatorpediniere HMS Oribi (G66) i quali li evitarono con brusche manovre, ma uno degli ordigni proseguì la corsa e andò a colpire il grosso piroscafo Imperial Star da 12 427 tonnellate di stazza, impiegato come trasporto truppe: non si registrarono vittime a bordo, ma la nave fu immobilizzata e dovette essere presa a rimorchio dall'Oribi. Qualche ora dopo, non riuscendo a mantenere la velocità del resto del convoglio, l'Imperial Star fu quindi evacuato dagli occupanti e colato a picco dallo stesso Oribi.
Dal 1º aprile 1942 dipendeva dal 132º Gruppo Autonomo Aerosiluranti sui Savoia-Marchetti S.M.79 Sparviero all'Aeroporto di Littoria.
Poi si schiera all'Aeroporto di Castelvetrano ed in giugno alla Base aerea di Gerbini. All'8 settembre 1943 era nel 132º Gruppo Aerosiluranti a Littoria con 3 SM 79 nella 3ª Squadra aerea.